# Catasticta nimbice
Catasticta nimbice är en fjärilsart som först beskrevs av Jean Baptiste Boisduval 1836.  Catasticta nimbice ingår i släktet Catasticta och familjen vitfjärilar. Inga underarter finns listade i Catalogue of Life.

## Bildgalleri

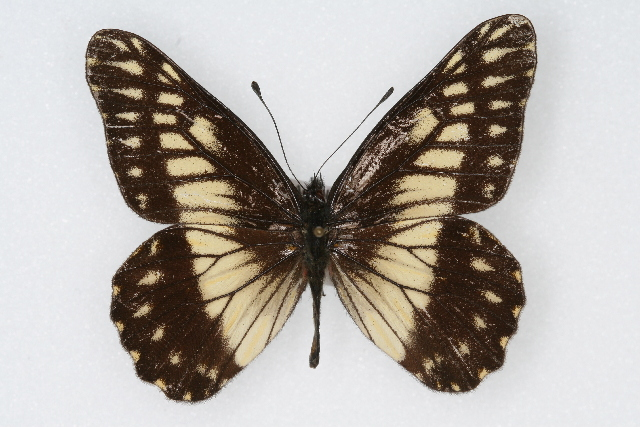
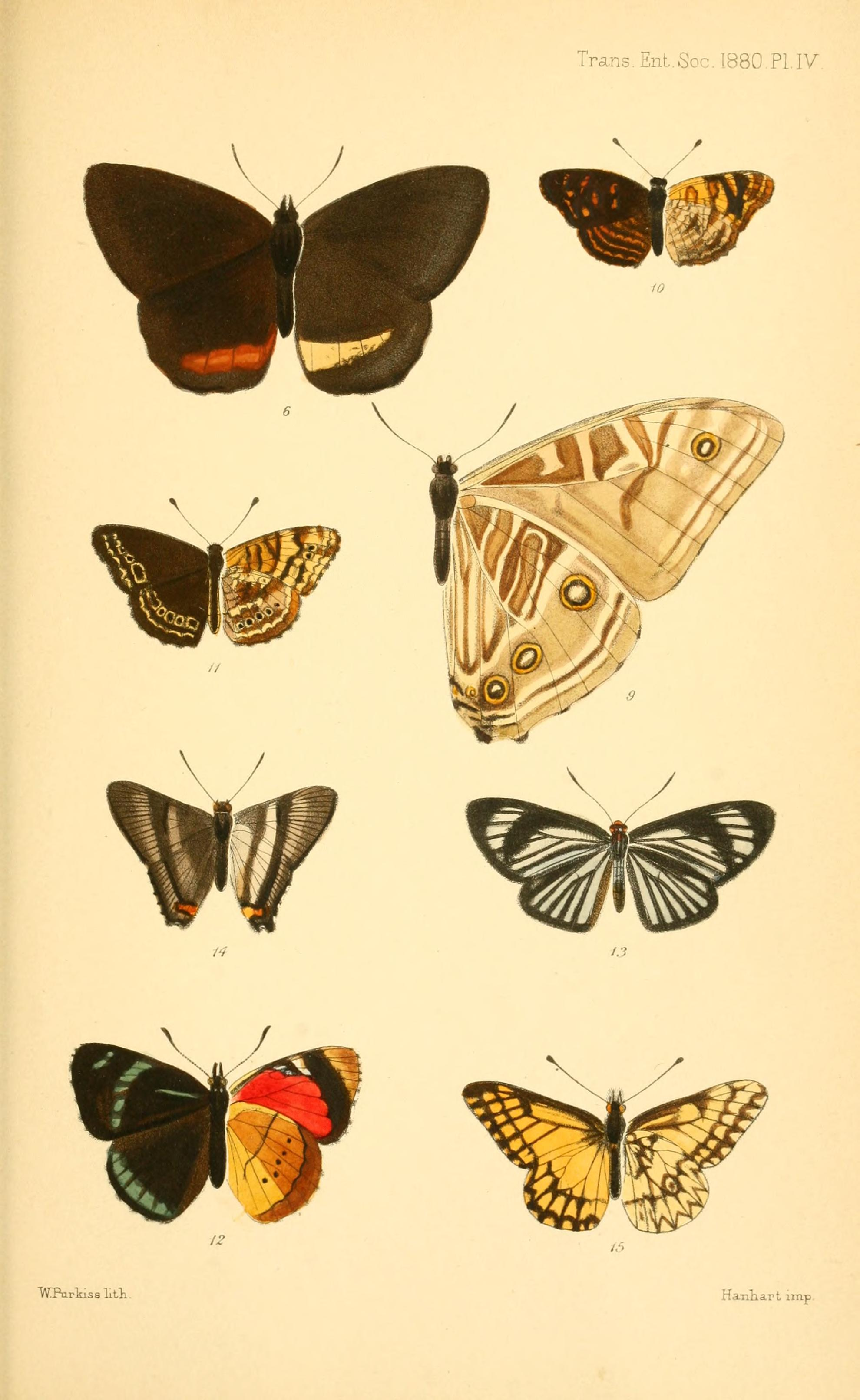